# كينيث ر. وايس
كينيث ر. وايس (بالإنجليزية: Kenneth R. Weiss)‏ هو صحفي أمريكي، ولد في 28 مايو 1957 في كوفينا في الولايات المتحدة.